# Anna Q. Nilsson
Anna Quirentia Nilsson (ur. 30 marca 1888 w Ystad, zm. 11 lutego 1974 w Hemet) – szwedzka aktorka występująca w amerykańskich filmach niemych. Pierwsza aktorka ze Szwecji, która otrzymała gwiazdę na Hollywood Walk Of Fame. Zanim trafiła do Hollywood, stawiała kroki w teatrze w Szwecji. W 1910 roku wyemigrowała do Ameryki. Debiutowała w filmie "Molly Pitcher" (1911). Potem nadeszły kolejne propozycje od różnych wytwórni. Wystąpiła w takich produkcjach jak: "Seven Keys to Baldpate" (1917), "Soldiers of Fortune" (1919), "The Toll Gate" i "The Luck of the Irish" (oba z 1920 roku) oraz "The Lotus Eater" (1921).

## Filmografia
- 1954: Siedem narzeczonych dla siedmiu braci (Seven Brides for Seven Brothers) jako pani Elcott
- 1953: Great Diamond Robbery, The jako Pielęgniarka (niewymieniona w czołówce)
- 1952: Fearless Fagan jako Pokojówka Abby (niewymieniona w czołówce)
- 1951: Amerykanin w Paryżu (American in Paris, An) jako Kay Jansen
- 1951: Grounds for Marriage (niewymieniona w czołówce)
- 1951: Unknown Man, The jako Gość na przyjęciu (niewymieniona w czołówce)
- 1951: Statek komediantów (Show Boat) (niewymieniona w czołówce)
- 1951: Law and the Lady, The jako Pani Scholmm (niewymieniona w czołówce)
- 1950: Big Hangover, The jako Helen Lang (niewymieniona w czołówce)
- 1950: Bulwar Zachodzącego Słońca (Sunset Blvd.) jako Gracz w brydża (ona sama)
- 1949: Żebro Adama (Adam's Rib) jako Pani Poynter (niewymieniona w czołówce)
- 1949: Dziewczyna z Chicago (In the Good Old Summertime) jako Kobieta z harfą (niewymieniona w czołówce)
- 1949: Żebro Adama (Adam's Rib) jako Pani Poynter (niewymieniona w czołówce)
- 1949: Malaya jako Sekretarka (niewymieniona w czołówce)
- 1948: Każda dziewczyna powinna wyjść za mąż (Every Girl Should Be Married) jako Saleslady
- 1948: Fighting Father Dunne jako Pani Knudson
- 1947: Córka farmera (Farmer's Daughter, The) jako Mrs. Holstrom
- 1947: Cynthia jako Panna Brady
- 1947: It Had to Be You jako Sprzedawczyni (niewymieniona w czołówce)
- 1946: Tajemnicze serce (Secret Heart, The) jako Sekretarka Doktora (niewymieniona w czołówce)
- 1946: Tajemnicze serce (Secret Heart, The) jako Sekretarka (niewymieniona w czołówce)
- 1945: Dolina decyzji (Valley of Decision, The) jako Pielęgniarka
- 1945: Sailor Takes a Wife, The jako Operatorka centrali telefonicznej (niewymieniona w czołówce)
- 1943: Headin' for God's Country jako Pani Nilsson
- 1943: Cry 'Havoc' jako Pielęgniarka
- 1942: Crossroads jako Madame Deval (niewymieniona w czołówce)
- 1942: Great Man's Lady, The (niewymieniona w czołówce)
- 1942: Girls' Town jako Matka Lorraine
- 1942: I Live on Danger jako Pani Sherman
- 1941: Proces Mary Dugan (Trial of Mary Dugan, The) jako Ławniczka
- 1941: Umarli w butach (They Died with Their Boots On) jako Pani Taipe (niewymieniona w czołówce)
- 1941: Riders of the Timberline jako Donna Ryan
- 1941: Riders of the Timberlane jako Donna Ryan
- 1941: People vs. Dr. Kildare, The jako Przysięgła (niewymieniona w czołówce)
- 1938: Paradise for Three jako Gracz w brydża (niewymieniona w czołówce)
- 1938: Prison Farm jako Barricks Matron Ames
- 1937: Behind the Criminal
- 1935: Wanderer of the Wasteland jako Mrs. Virey
- 1934: Little Minister, The (niewymieniona w czołówce)
- 1934: Szkoła dla dziewcząt (School for Girls) jako Dr Anne Galvin
- 1933: Świat się zmienia (World Changes, The) jako Mrs. Peterson
- 1928: Blockade jako Bess
- 1928: Whip, The jako Iris d'Aquila
- 1927: Sorrell i syn (Sorrell and Son) jako Dora Sorrell
- 1927: Babe Comes Home jako Vernie
- 1927: Thirteenth Juror, The jako Helen Marsden
- 1927: Easy Pickings jako Mry Ryan
- 1927: Zamaskowana kobieta (Masked Woman, The) jako Diane Delatour
- 1927: Lonesome Ladies jako Polly Fosdick
- 1926: Greater Glory, The jako Fanny
- 1926: Jej druga szansa (Her Second Chance) jako Mrs. Michael Ramsay
- 1926: Miss Nobody jako Barbara Brown
- 1926: Midnight Lovers jako Diana Fothergill
- 1926: Too Much Money jako Annabel Broadley
- 1925: Szczyt świata (Top of the World, The) jako Sylvia Ingleton
- 1925: Splendid Road, The jako Sandra De Hault
- 1925: If I Marry Again jako Alicia Wingate
- 1925: One Way Street jako Lady Sylvia Hutton
- 1925: Talker, The jako Kate Lennox
- 1925: Winds of Chance jako Countess Courteau
- 1924: Side Show of Life, The jako Lady Auriol Dayne
- 1924: Inez z Hollywood (Inez from Hollywood) jako Inez Laranetta
- 1924: Judgment of the Storm, The
- 1924: Fire Patrol, The jako Mary Ferguson
- 1924: Hello, 'Frisco
- 1924: Painted People jako Leslie Carter
- 1924: Flowing Gold jako Flowing Gold
- 1924: Powiew skandalu (Breath of Scandal, The) (niewymieniona w czołówce)
- 1924: Half-a-Dollar Bill jako Nieznajoma - Mrs. Webber
- 1924: Vanity's Price jako Vaana Du Maurier
- 1924: Between Friends jako Jessica Drene
- 1924: Broadway po zmroku (Broadway After Dark) jako Helen Tremaine
- 1923: Żebro adama (Adam's Rib) jako Dora Sorrell
- 1923: Dusze na sprzedaż (Souls for Sale) (gościnnie)
- 1923: Hearts Aflame jako Helen Foraker
- 1923: Wyspa straconych statków (Isle of Lost Ships, The) jako Dorothy Fairfax
- 1923: Rustle of Silk, The jako Lady Feo
- 1923: Ponjola jako Lady Flavia Desmond
- 1923: Spoilers, The jako Cherry Malotte
- 1923: Enemies of Children
- 1923: Innocence jako Fay Leslie
- 1923: Thundering Dawn jako Mary Rogers
- 1922: Pink Gods jako Lady Margot Cork
- 1922: Man from Home, The jako Genevieve Granger-Simpson
- 1922: Three Live Ghosts jako Ivis
- 1921: What Women Will Do jako Lily Gibbs
- 1921: Värmlänningarna jako Anna
- 1921: Ten Nights in a Bar Room (niewymieniona w czołówce)
- 1921: Without Limit jako Ember Edwards
- 1921: Oath, The (I) jako Irene Lansing
- 1921: Why Girls Leave Home jako Anna Hedder
- 1921: Lotus Eater, The jako Madge Vance
- 1920: Luck of the Irish, The jako Ruth Warren
- 1920: Toll Gate, The jako Mary Brown
- 1920: Thirteenth Commandment, The jako Leila Kip
- 1920: Figurehead, The jako Mary Forbes
- 1920: Godzina przed świtem (One Hour Before Dawn) jako Ellen Aldrich
- 1920: Brute Master, The jako Madeline Grey
- 1920: In the Heart of a Fool jako Margaret Muller
- 1920: Fighting Chance, The jako Sylvia Landis
- 1919: Venus in the East jako Pani Pat Dyvenot
- 1919: Bardzo dobry młody człowiek (Very Good Young Man, A) jako Viva Bacchus
- 1919: Żołnierze fortuny (Soldiers of Fortune) jako Alice Langham
- 1919: Cheating Cheaters jako Grace Palmer
- 1919: Sporting Chance, A (I) jako Pamela Brent
- 1919: Love Burglar, The jako Joan Gray
- 1919: Way of the Strong jako Audrie Hendrie/Monica Norton
- 1919: Her Kingdom of Dreams jako Carlotta Stanmore
- 1919: Ravished Armenia jako Edith Graham
- 1918: Trail to Yesterday, The jako Sheila Langford
- 1918: No Man's Land jako Katherine Gresham
- 1918: Heart of the Sunset jako Alaire Austin
- 1918: In Judgment of... jako Mary Manners
- 1918: Vanity Pool, The jako Carol Harper
- 1917: Inevitable, The jako Florence Grey
- 1917: Over There jako Bettie Adams
- 1917: Seven Keys to Baldpate jako Mary Norton
- 1917: Niemy mistrz (Silent Master, The)
- 1917: Inevitable, The jako Florence Grey
- 1917: Moral Code, The jako Jean Hyland
- 1917: Infidelity jako Elaine Bernard
- 1916: Supreme Sacrifice, The jako Helen Chambers
- 1916: Her Surrender jako Rhoda Cortlandt
- 1916: Tight Rein, The
- 1916: Puppets of Fate
- 1916: Szkarłatna droga (Scarlet Road, The) jako Betty Belgrave
- 1916: Sowing the Wind
- 1915: Regeneration jako Marie 'Mamie Rose' Deering
- 1915: Barbara Frietchie jako Sue Negly
- 1915: Voices in the Dark
- 1915: Hiding from the Law
- 1915: Night of the Embassy Ball, The jako Nora - pokojówka
- 1915: Second Commandment, The
- 1915: Rivals
- 1915: Sister's Burden, A
- 1915: In the Hands of the Jury
- 1915: Destroyer, The
- 1915: Barriers Swept Aside
- 1915: Haunted House of Wild Isle, The
- 1915: Siren's Reign, The jako Druga kobieta
- 1914: Secret of the Will, The
- 1914: Wolfe; Or, The Conquest of Quebec jako Mignon Mars
- 1914: Man in the Vault, The
- 1914: Diamond in the Rough, A
- 1914: Shot in the Dark, A
- 1914: Perils of the White Lights
- 1914: Tell-Tale Stains
- 1914: Man with the Glove, The
- 1914: Ex-Convict, The
- 1913: Grim Toll of War, The
- 1913: Shipwrecked jako Córka
- 1913: Desperate Chance, A (niewymieniona w czołówce)
- 1913: Shenandoah
- 1913: Counterfeiter's Confederate, The
- 1913: Man in the World of Men, A
- 1913: Prisoners of War
- 1913: Gypsy's Brand, The
- 1913: Treacherous Shot, A (niewymieniona w czołówce)
- 1913: Turning Point, The (niewymieniona w czołówce)
- 1913: Sawmill Hazard, A (niewymieniona w czołówce)
- 1913: Breath of Scandal, The
- 1913: Uncle Tom's Cabin
- 1913: Retribution (niewymieniona w czołówce)
- 1913: Fatal Legacy, The
- 1913: Mississippi Tragedy, A
- 1913: Battle of Bloody Ford, The
- 1913: John Burns of Gettysburg
- 1913: Infamous Don Miguel, The
- 1912: Toll Gate Raiders, The
- 1912: Victim of Circumstances (niewymieniona w czołówce)
- 1912: Soldier Brothers of Susanna, The
- 1912: Under a Flag of Truce jako Rose Neville
- 1912: Farm Bully, The (niewymieniona w czołówce)
- 1912: Confederate Ironclad, The jako Elinor
- 1912: His Mother's Picture
- 1912: Girl in the Caboose, The
- 1912: Fraud at the Hope Mine, The
- 1912: Railroad Lochinvar, A
- 1912: Battle in the Virginia Hills
- 1912: Grit of the Girl Telegrapher, The jako Betty
- 1912: Filibusters, The
- 1912: Siege of Petersburg, The jako Charlotte
- 1912: Darling of the CSA, The jako Agnes Lane
- 1912: Colonel's Escape, The (niewymieniona w czołówce)
- 1912: War's Havoc jako Pani Faulkner
- 1912: Bugler of Battery B, The
- 1912: Battle of Pottsburg Bridge
- 1912: Prison Ship, The
- 1912: Drummer Girl of Vicksburg, The
- 1912: Two Spies
- 1912: Saved from Court Martial
- 1912: Tide of Battle
- 1912: Waleczny Dan McCool (Fighting Dan McCool)
- 1912: Battle of Wits, A (niewymieniona w czołówce)
- 1911: Flash in the Night, The jako Kate
- 1911: Molly Pitcher jako Molly Pitcher